# Communauté de communes de Bernay et des environs
La communauté de communes de Bernay et des environs (CCBE) est une ancienne communauté de communes française qui regroupait 14 communes autour de Bernay, dans l'ouest du département de l'Eure, à la limite du pays d'Ouche et du Lieuvin.

## Histoire
La Communauté de Communes de Bernay et des Environs est créée le 31 décembre 1999 avec 14 communes.
Le 1er janvier 2017, l'intercommunalité disparaît à la suite de sa fusion avec la Communauté de communes du canton de Broglie, la Communauté de communes rurales du canton de Brionne, l'Intercom Risle et Charentonne et la Communauté de communes du canton de Beaumesnil au sein de la nouvelle Communauté de communes Bernay Terres de Normandie.

## Composition
Elle est composée des communes suivantes :
| Nom                           | Code Insee | Gentilé           | Superficie (km2) | Population (dernière pop. légale) | Densité (hab./km2) |
| ----------------------------- | ---------- | ----------------- | ---------------- | --------------------------------- | ------------------ |
| Bernay (siège)                | 27056      | Bernois           | 24,03            | 10 435 (2014)                     | 434                |
| Caorches-Saint-Nicolas        | 27129      | Caorchais         | 11,78            | 586 (2014)                        | 50                 |
| Corneville-la-Fouquetière     | 27173      | Cornefouquois     | 3,99             | 120 (2014)                        | 30                 |
| Courbépine                    | 27179      | Courbépinais      | 11,91            | 730 (2014)                        | 61                 |
| Malouy                        | 27381      |                   | 3,14             | 155 (2014)                        | 49                 |
| Menneval                      | 27398      | Mennevalais       | 6,63             | 1 384 (2014)                      | 209                |
| Plainville                    | 27460      | Plainvillois      | 6,41             | 189 (2014)                        | 29                 |
| Plasnes                       | 27463      | Plasnais          | 16,06            | 694 (2014)                        | 43                 |
| Saint-Aubin-le-Vertueux       | 27516      | Saint-Aubinois    | 15,12            | 867 (2014)                        | 57                 |
| Saint-Clair-d'Arcey           | 27523      | Arceyrois         | 11,61            | 344 (2014)                        | 30                 |
| Saint-Léger-de-Rôtes          | 27557      | Légerôtois        | 6,46             | 399 (2014)                        | 62                 |
| Saint-Martin-du-Tilleul       | 27569      |                   | 5,15             | 249 (2014)                        | 48                 |
| Saint-Victor-de-Chrétienville | 27608      | Christovictoriens | 5,81             | 452 (2014)                        | 78                 |
| Valailles                     | 27667      | Valaillais        | 5,37             | 393 (2014)                        | 73                 |

## Administration

### Élection du président du 11 mars 2016
Le 3 mars 2016, Hervé Maurey, frappé par le cumul des mandats après son élection au conseil régional de Normandie, démissionne de la présidence de la communauté de communes. Les regards se tournent alors vers Jean-Hugues Bonamy (UDI), 1er vice-président de la communauté de communes, 1er adjoint de Bernay et vice-président du conseil départemental de l'Eure, pour prendre la succession de Hervé Maurey.
Contre toute attente, le 11 mars 2016, c'est Francis Viez (Les Républicains), conseiller municipal délégué de Bernay et candidat surprise qui est élu président de la communauté de communes par 22 voix contre 10 pour Jean-Hugues Bonamy et 4 abstentions. Cette élection résonne comme une trahison pour Jean-Hugues Bonamy.
À la suite de ces événements, Hervé Maurey annonce le 25 mars 2016 qu'il démissionne, ainsi que les élus de sa majorité, du conseil municipal de Bernay, provoquant une nouvelle élection municipale, qui voit la victoire de Jean-Hugues Bonamy le 22 mai 2016.

## Démographie
| 2009   | 2012   |
| ------ | ------ |
| 17 568 | 16 982 |

## Culture
- Conservatoire de musique à rayonnement intercommunal (C.R.I.) :

Cet établissement agréé par l'État compte environ 500 élèves et étudiants.
Le conservatoire a quitté début juillet 2010 l'hôtel de la Gabelle à Bernay.
Les anciens abattoirs, restaurés et agrandis accueillent le conservatoire dans des locaux modernes, spacieux et fonctionnels.
Outre sa vocation pédagogique, le conservatoire de la CCBE propose des événements musicaux mettant en valeur ses élèves et ses professeurs (concerts, auditions, spectacles) dans des styles variés.